# Eudoxie d'Héliopolis
Eudoxie (Ευδοkία en grec, Eudocia en latin, Евдокия / Євдокія  (Yevdokiya) en russe / slave oriental) est une samaritaine et martyre chrétienne qui vécut à Héliopolis de Phénicie (aujourd'hui Baalbek, Liban).
Elle ne doit pas être confondue avec Eudocie la Martyre.

## Biographie
Eudoxie est très belle et s'enrichit en se prostituant auprès de riches amants. Elle découvre le christianisme grâce à un moine du nom de Germanus. Selon la légende, Eudoxie lui demande si elle aussi peut être sauvée au jugement dernier. Germanus lui ordonne de rester seule à jeûner et à prier dans sa chambre pendant une semaine. Eudokia suit ses instructions et à la fin de la semaine, Germanus lui dit de donner sa fortune et de mettre sa vie antérieure derrière elle. Elle est ensuite baptisée par l'évêque Théodote d'Héliopolis.
À 30 ans, Eudoxie entre dans un monastère près d'Héliopolis et donne une grande partie de sa richesse à divers projets caritatifs. Elle rejette tous ses prétendants, et lorsqu'un prétendant persistant nommé Philostratos devient fou d'elle à cause de sa persévérance, Eudokia prie pour lui jusqu'à ce qu'il se rétablisse. Philostratos s'est ensuite converti au christianisme.
Les fonctionnaires romains sont irrités par ses actions et la décapitent le 1er mars 107 apr. J.-C..

## Autres noms
Elle est vénérée par les orthodoxes orientaux en tant que sainte Martyre Eudocie la Samaritaine, Vénérable Martyre Eudoxie, martyre Eudokia d'Héliopolis, Mudocia la Samaritaine, Notre Sainte Mère la Martyre Eudocia, ou des combinaisons de ces noms. Les catholiques romains l'appellent couramment sainte Eudoxie d'Héliopolis,.

## Folklore roumain
Dans le folklore roumain, la figure de Baba Dochia aurait pris son nom d'Eudoxie.

## Source
- (en) Cet article est partiellement ou en totalité issu de l’article de Wikipédia en anglais intitulé « Eudokia of Heliopolis » (voir la liste des auteurs).